# Kabarett im Hofgarten

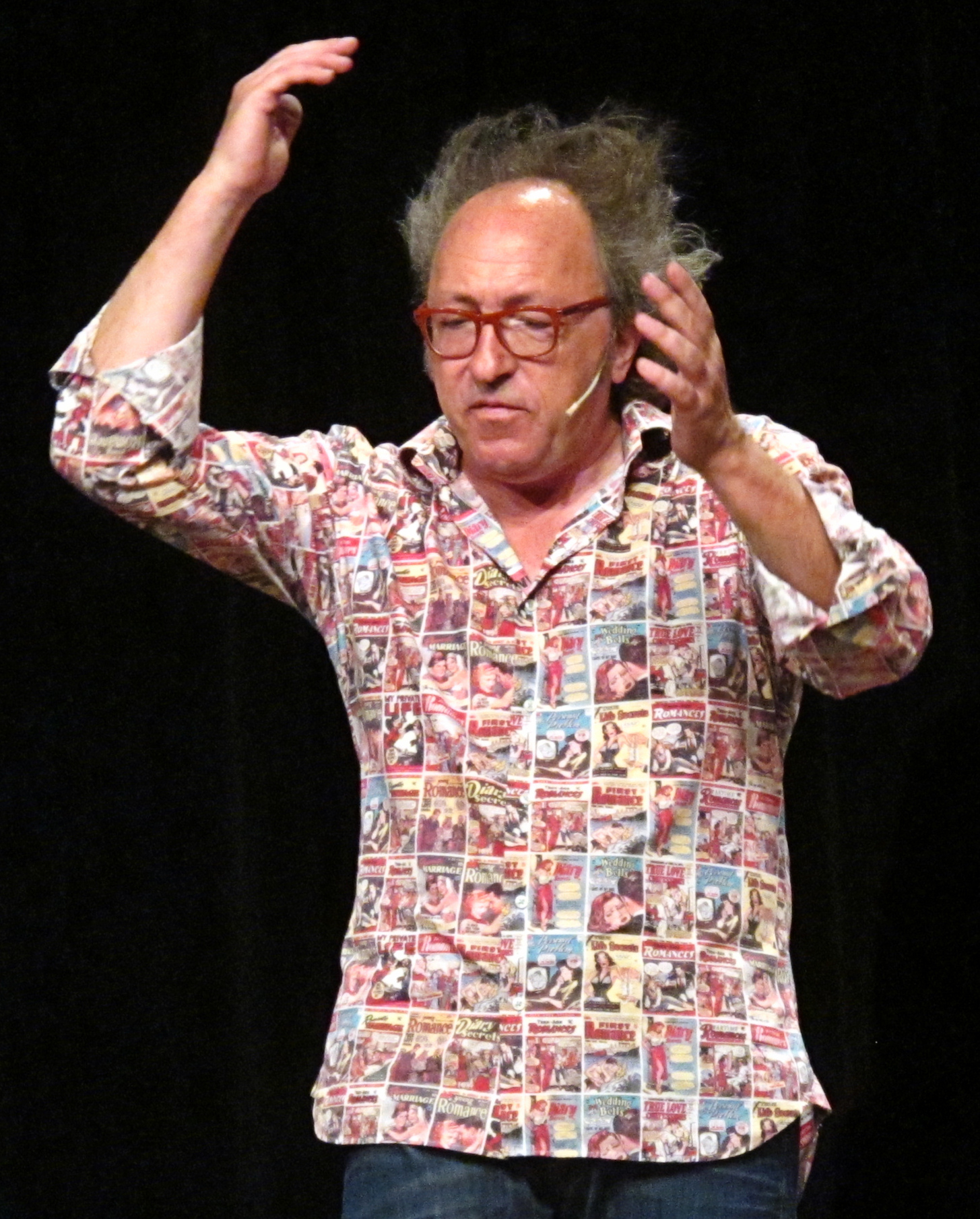
Urban Priol 2011

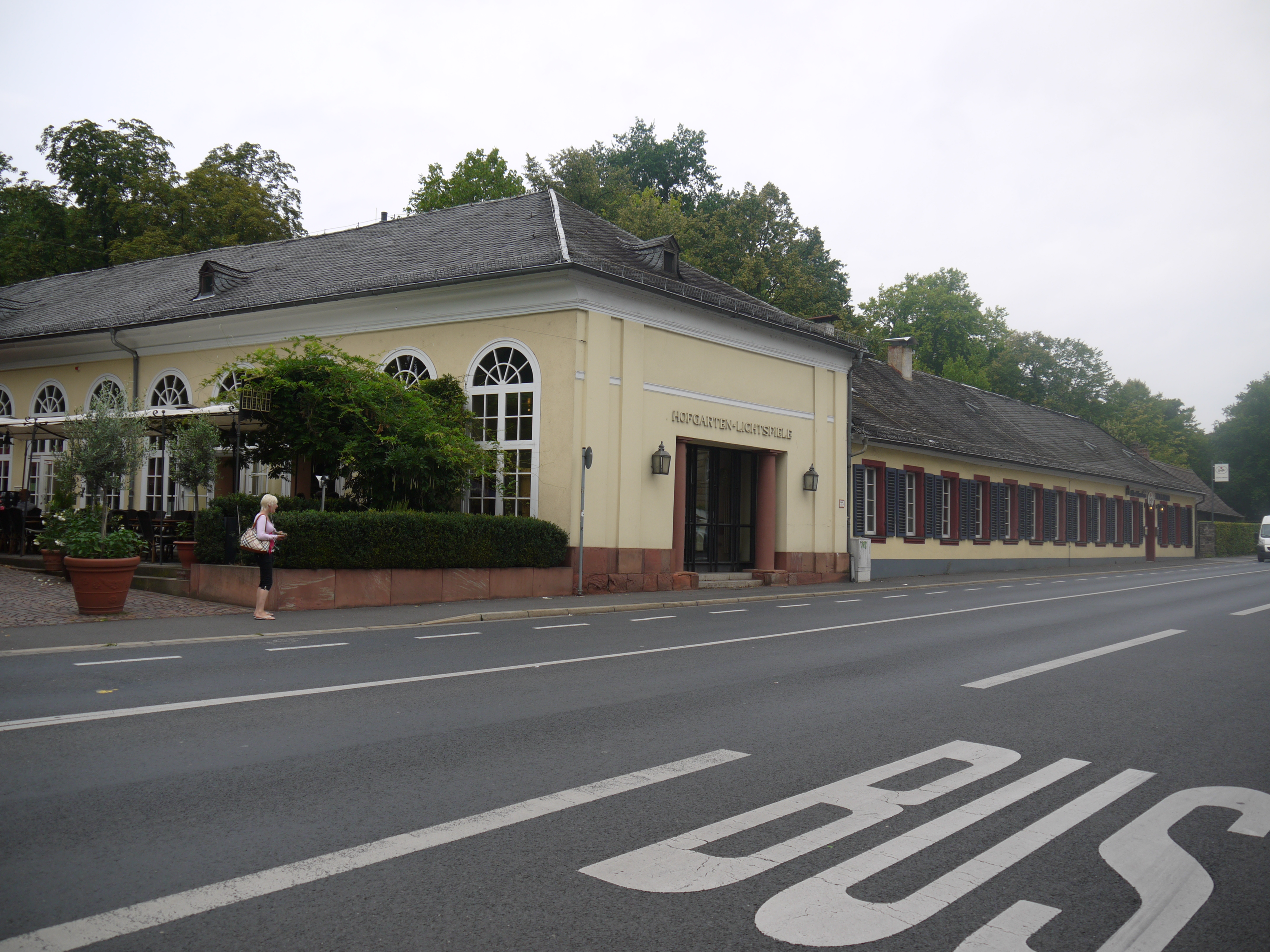
Ehem. Hofgarten-Lichtspiele, heute Kabarett im Hofgarten

Das Kabarett im Hofgarten in Aschaffenburg wurde am 6. September 1998 von Urban Priol als Theater und Restaurant im Hofgarten eröffnet.
Bestandteil des Hofgarten-Kabaretts sind auch die Nachwuchsbühnen Speakers Corner und Tetra Pack. Eine der Veranstaltungsreihen ist Gsella lässt lesen …, in der Thomas Gsella, ehemaliger Chefredakteur des Satiremagazins Titanic, Werke von humoristischen Autoren vorstellt. In Frank Keller’s Acoustic Lounge finden Konzerte statt. Angeschlossen ist ein italienisches Restaurant.

## Geschichte
Das denkmalgeschützte Gebäude, eine Orangerie aus dem 18. Jahrhundert im Stadtpark Schöntal, das zwischenzeitlich als Kino genutzt wurde,  wurde von Urban und Gabriella Priol nahezu ohne öffentliche Unterstützung aufwendig renoviert und zu einem Veranstaltungsort für Kabarett und Kleinkunst gemacht. Bis Oktober 2003 wurde die Bühne von Urban Priol geleitet. Danach wurde sie von Axel Teuscher übernommen.
Träger ist seit 1998 die Humorbrigade Hofgarten GmbH. Im Mai 2004 war das Hofgarten-Kabarett Schauplatz der Preisverleihung des Salzburger Stiers. 2010 wurde der Bayerische Kabarettpreis, u. a. an Gerhard Polt, im Hofgarten verliehen.
Unter dem Motto „10 Jahre – 10 Künstler“ fand am 6. September 2008 in der Stadthalle Aschaffenburg die Gala zum zehnjährigen Bestehen des Hofgarten-Kabaretts statt. Mitwirkende waren unter anderem Urban Priol, Ganz Schön Feist, Bülent Ceylan, Rolf Miller, Martina Schwarzmann, Zärtlichkeiten mit Freunden, Piet Klocke, Frank-Markus Barwasser alias Erwin Pelzig, Volker Pispers und Georg Schramm. Das Bayerische Fernsehen zeichnete die Veranstaltung auf und strahlte diese mehrmals aus. Der Hofgarten dient regelmäßig als Galerie für die Karikaturisten Greser & Lenz.

## Nachwuchs- und Talentförderung

### Speakers Corner
Die Veranstaltungen der Nachwuchsbühne wurden zuletzt von dem Kabarettisten Clajo Herrmann moderiert. Es war die Bühne für Kabarett-, Comedy- und musikalischen Nachwuchs. Die Reihe wurde inzwischen eingestellt.

### Tetra Pack
Das von Johannes Scherer moderierte „Tetra Pack“ wendet sich an Künstler, die noch nicht durch Funk und Fernsehen bekannt sind.

## Häufige Gäste
Django Asül, Chris Böttcher, Bülent Ceylan, Frankfurter Fronttheater, Bernhard Hoecker, Kom(m)ödchen, Frank-Markus Barwasser alias Erwin Pelzig, Bodo Wartke, U-Bahn Kontrollöre, Georg Schramm, Volker Pispers, Emil Steinberger, Dieter Hildebrandt, Jürgen Becker, Ottfried Fischer, Martina Schwarzmann, Babenhäuser Pfarrer(!)kabarett